# Kameničná
Kameničná är en ort i Tjeckien.   Den ligger i regionen Pardubice, i den östra delen av landet, 140 km öster om huvudstaden Prag. Kameničná ligger 461 meter över havet och antalet invånare är 344.
Terrängen runt Kameničná är kuperad norrut, men söderut är den platt.Runt Kameničná är det ganska tätbefolkat, med 129 invånare per kvadratkilometer. Närmaste större samhälle är Žamberk, 4,4 km sydost om Kameničná. Omgivningarna runt Kameničná är en mosaik av jordbruksmark och naturlig växtlighet.